# Heßberg (Adelsgeschlecht)

Wappen derer von Heßberg

Heßberg, historisch teilweise auch Hesberg und Hesperg, ist der Name eines edelfreien fränkischen Adelsgeschlechts mit Ursprung im heutigen Südthüringen. Der einst in Hessen landsässige Teil der Familie gehört bis in die Gegenwart zur Althessischen Ritterschaft.

## Geschichte

### Ursprung
Das Geschlecht gehört zum fränkischen Uradel und hat seinen Ursprung in dem namensgebenden Ort Heßberg bei Hildburghausen in Thüringen. Stammsitz war die dortige Burg Heßberg. Die Familie gab diesen Stammsitz erst 1859/1860 durch Verkauf auf. Carl von Hessberg hatte die Burg um 1817/19 abreißen und an ihrer Stelle ein schlichtes neues Herrenhaus errichten lassen, und dieser Bau kam 1859/1860 an die Eisenacher Fabrikantendynastie von Eichel-Streiber. Er wurde 1948 während der Zeit der sowjetischen Besatzung abgerissen.
Die Familie ist eines Stammes mit den im Mannesstamm erloschenen Freiherren Marschall genannt Greiff. Die Familie bzw. ihre Mitglieder sind in Heßberg 1152 als „homo“, 1154 als „liberi“, 1229 als „vir nibilis“ und am 1. August 1296 als „domini in Hesseburch“ urkundlich nachweisbar. Erstes namentlich erwähntes Mitglied des Geschlechts war 1168 Heinrich von Hesberg.

### Verbreitung
Die Familie von Heßberg findet sich auch in der Umgebung der Stadt Eisfeld und wird mit der im Amt Eisfeld gelegenen Burg Engenstein im Bibergrund in Verbindung gebracht, wo noch 1660 Heßberger Vogteirechte bestanden. 1380 wurde Hans von Heßberg in Harras urkundlich erwähnt, das um 1400 an die verwandte Familie von Heldritt überging, jedoch hatte die Familie Heßberg dort möglicherweise bereits ab etwa 1250 eine Rodungsburg mit festem Haus angelegt. Die Herren von Heßberg besaßen um 1370 Güter im Leinachtal, und von 1363 bis 1802 das Rittergut in Eishausen, wo 1528 ein Schloss gebaut wurde; Carl von Heßberg, der das Hintere Schloss 1780 an der Rodach neu errichten ließ, starb 1798 als Letzter der Eishäuser Linie, 1802 wurde das Gut verkauft.
Von 1376 bis 1570 gehörten ihr Schloss Weitersroda und zeitweise auch Haubinda, Adelhausen, Helmershausen, Roßfeld, Großeibstadt, Burg Ambach, Brünn, Dörfles bei Coburg, Birkenmoor, Obervolkach, Fröhstockheim, Schnodsenbach, Weilerau. Von 1612 bis 1823 war Wehren, ab 1773 das Gut und Schloss Laar und 1786–1960 Betzigerode im Besitz der Familie. Seit 1880 ist sie auf Schloss Euerburg in Obereuerheim ansässig.
Am Bamberger Stift sind insgesamt 16 Domherren aus dem Geschlecht derer von Heßberg erwähnt, am Würzburger Stift insgesamt 18, darunter zwei Bischöfe. Zwei Äbtissinnen aus dem Geschlecht sind bekannt: 1398 Margaretha im Kloster Veilsdorf und 1558 Margarethe im Kloster Wechterswinkel.
Mit Hans von Hesberg kam zu Anfang des 16. Jahrhunderts ein erster Spross des Geschlechts nach Hessen; er starb 1533 oder 1541 als landgräflich-hessischer Rentmeister in Homberg (Efze). Seine Enkel Johann der Ältere von Hesberg († 2. Februar 1613), Kanonikus am St.-Petri-Stift in Fritzlar, Johann der Jüngere von Hesberg, kurmainzischer Burgmann in Fritzlar, und Heinrich von Hesberg, Hessen-Kasseler Kammermeister und Amtmann in Homberg (Efze), erhielten am 25. März 1602 von Kaiser Rudolf II. die Bestätigung ihres Adelsstandes und des Wappens.
Als reichsfreie Ritter waren die Heßberger im Ritterkanton Baunach organisiert, später im Ritterkanton Rhön-Werra und Steigerwald (siehe auch Liste fränkischer Rittergeschlechter) und sie gehören seit 1820 auch zur Althessischen Ritterschaft. Sie erlangten am 30. Januar 1700 den Stand der Reichsfreiherren.

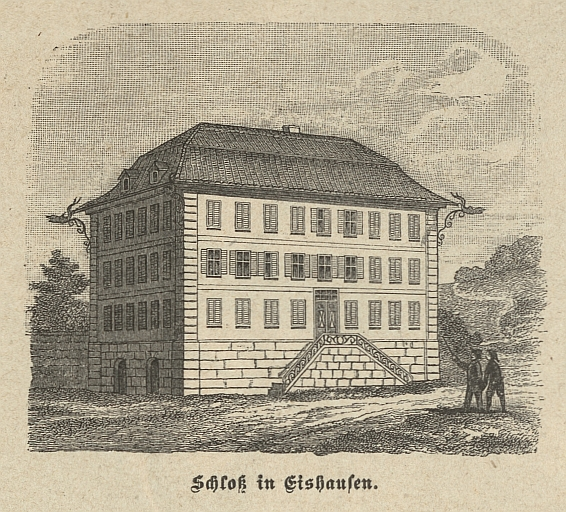
Schloss Eishausen
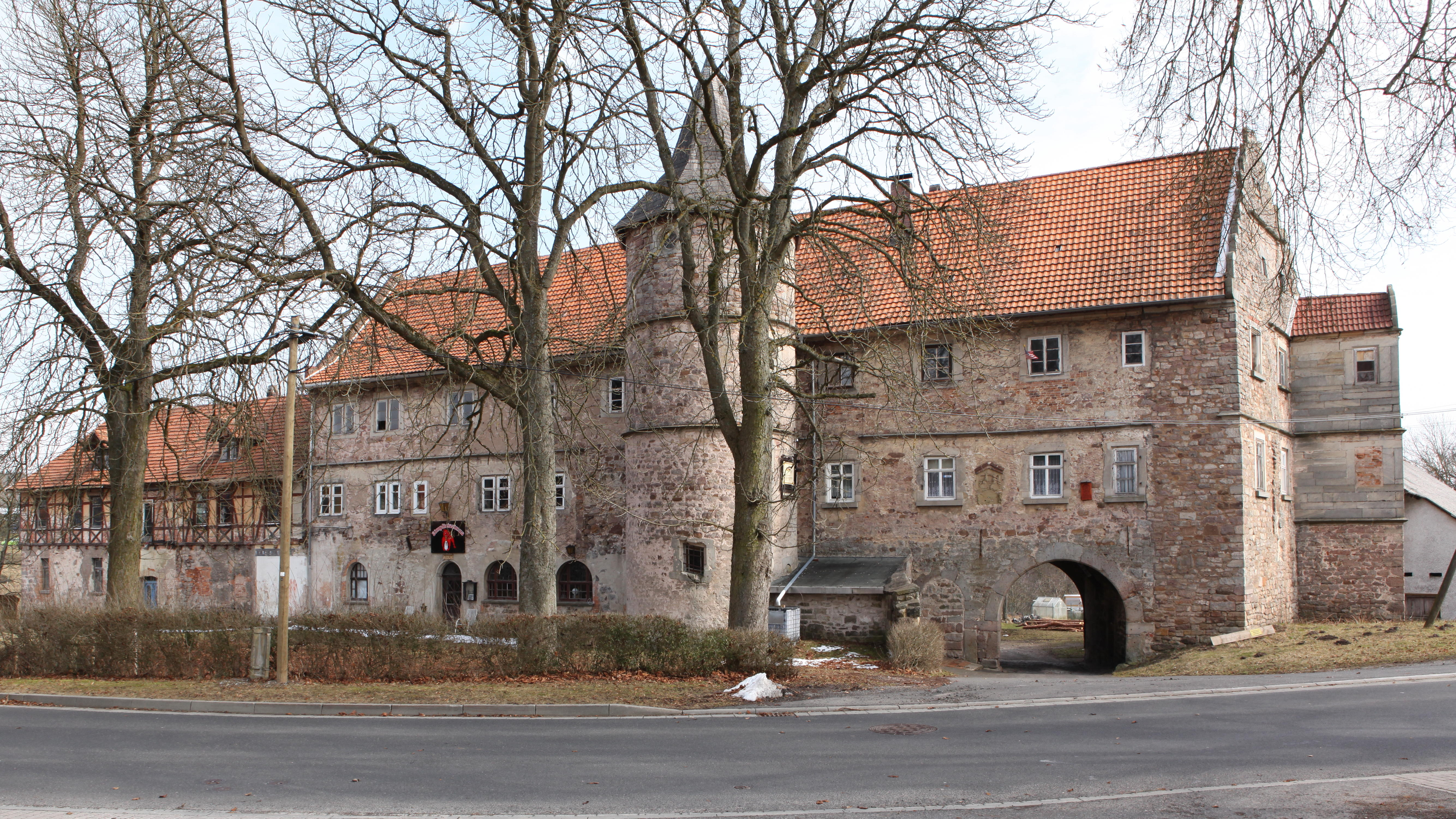
Schloss Weitersroda
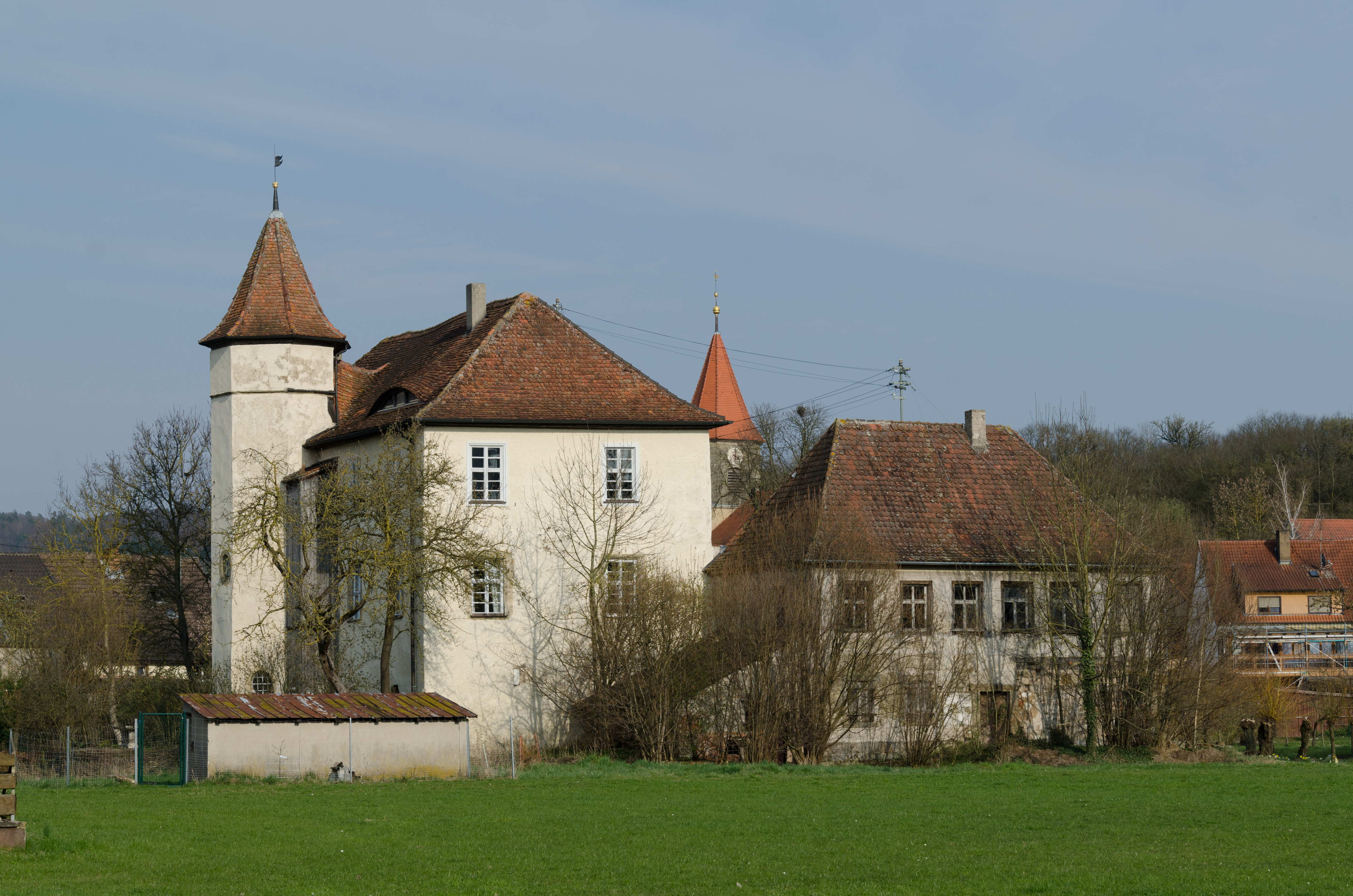
Schloss Schnodsenbach
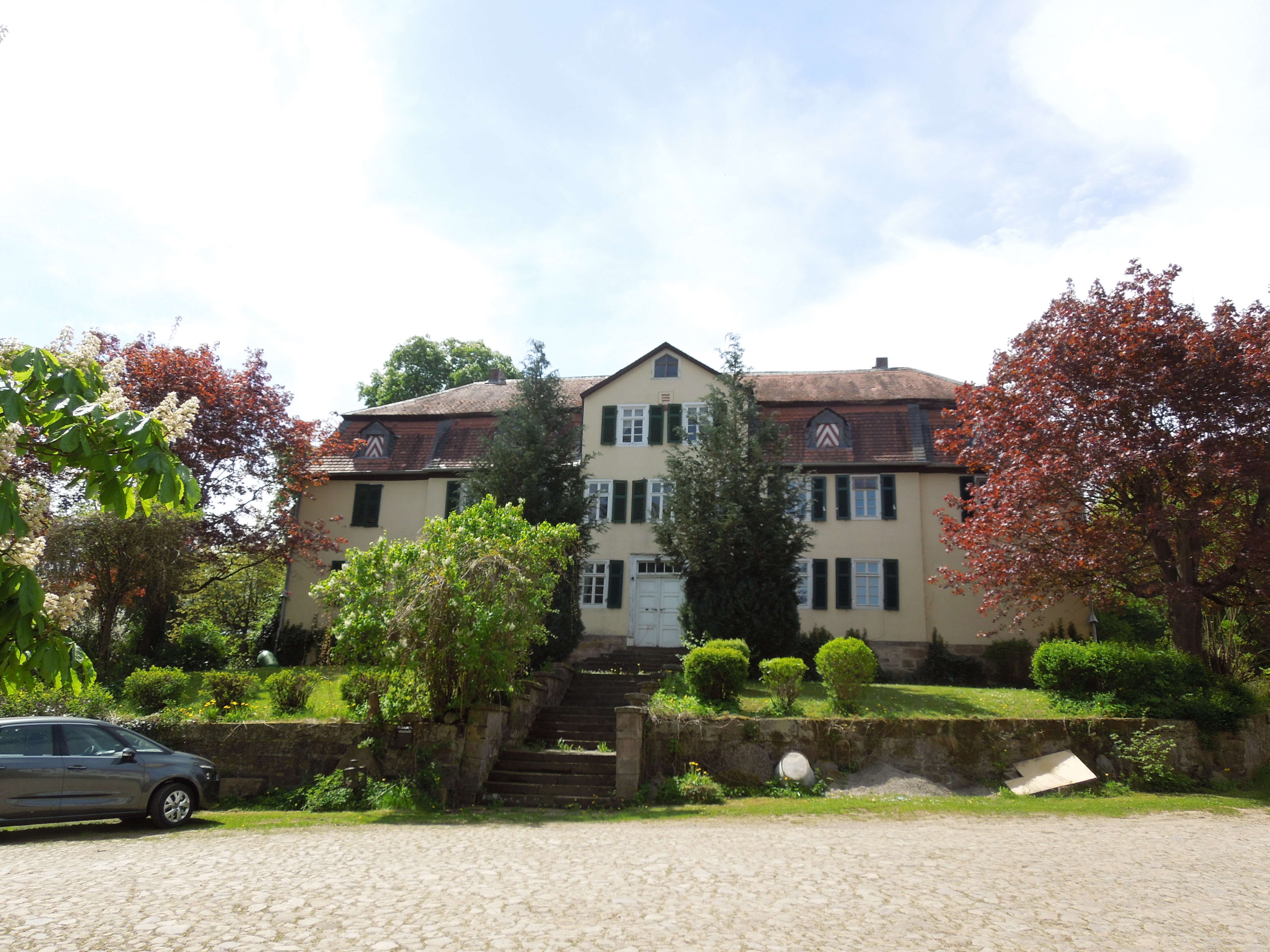
Herrenhaus Betzigerode
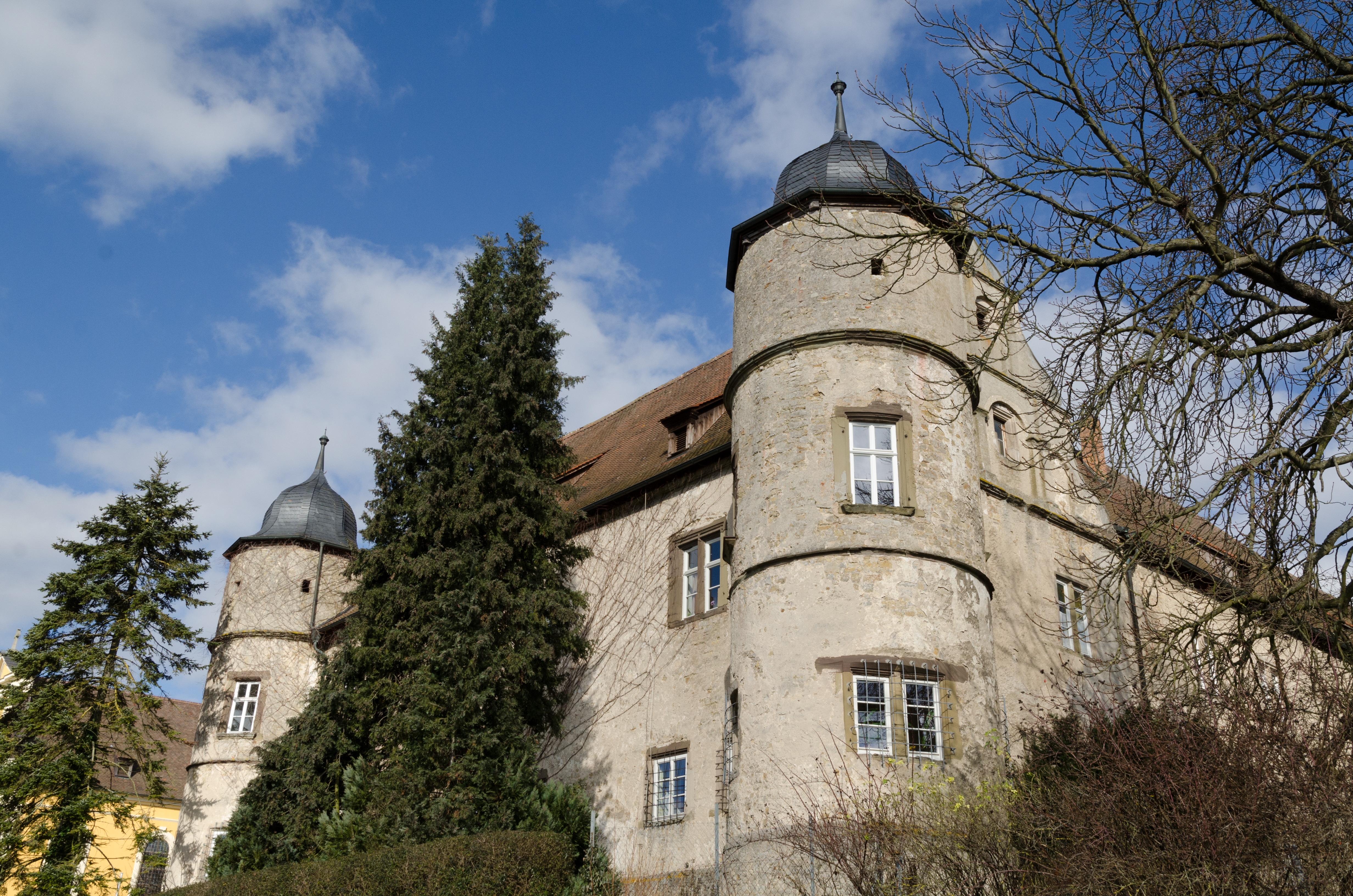
Schloss Euerburg in Obereuerheim

## Wappen
Das gespaltene Stammwappen zeigt rechts in Silber pfahlweise drei rote Rosen, links ist es fünfmal zu sechs Plätzen von Silber zu Rot geteilt. Auf dem Helm mit rot-silbernen Decken der wachsende Rumpf eines rot-gewandeten Mannes mit silbernen Haaren und silbernen Hasenohren.

## Historische Wappenbilder

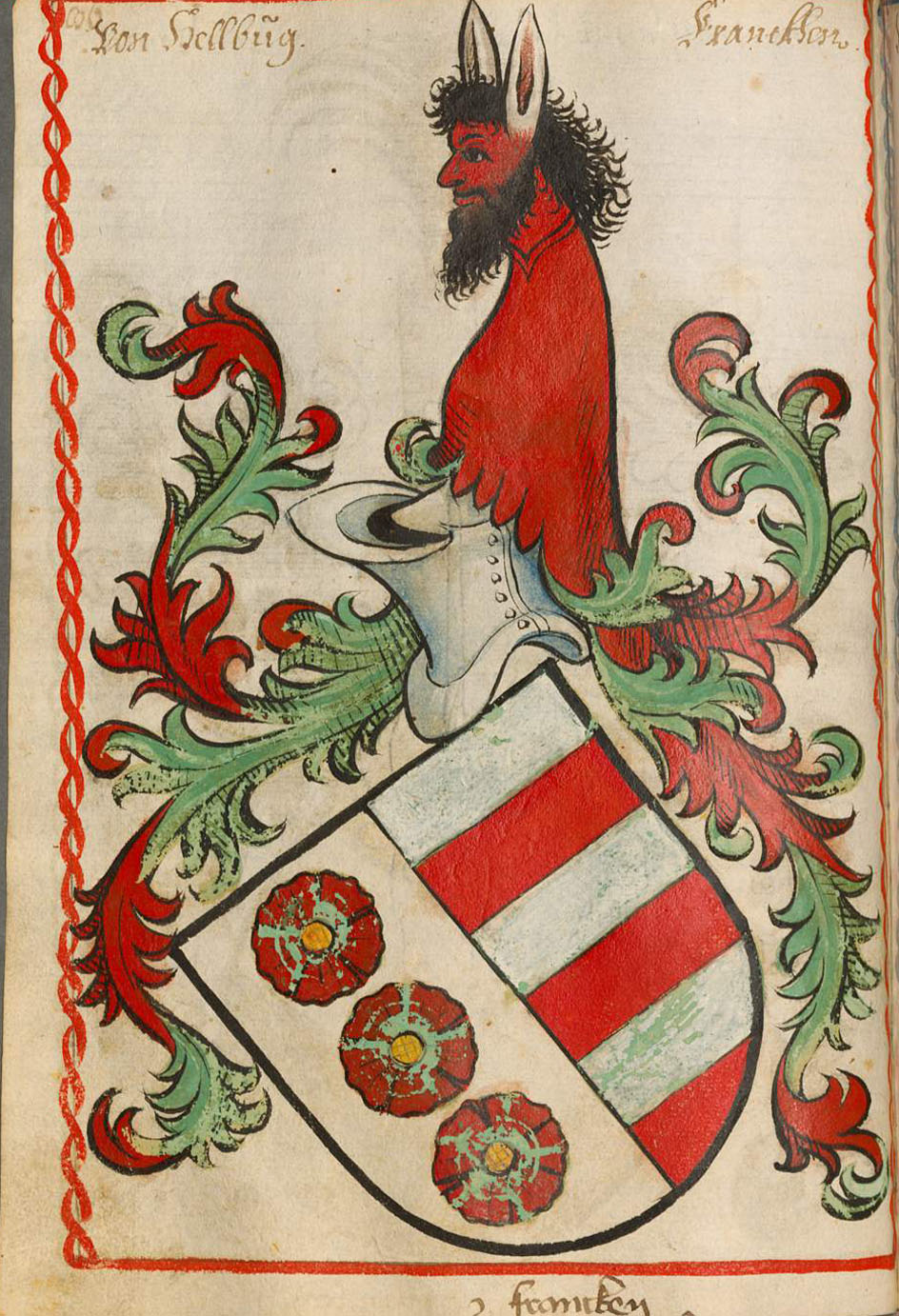
Wappen derer von Heßberg im Scheiblerschen Wappenbuch
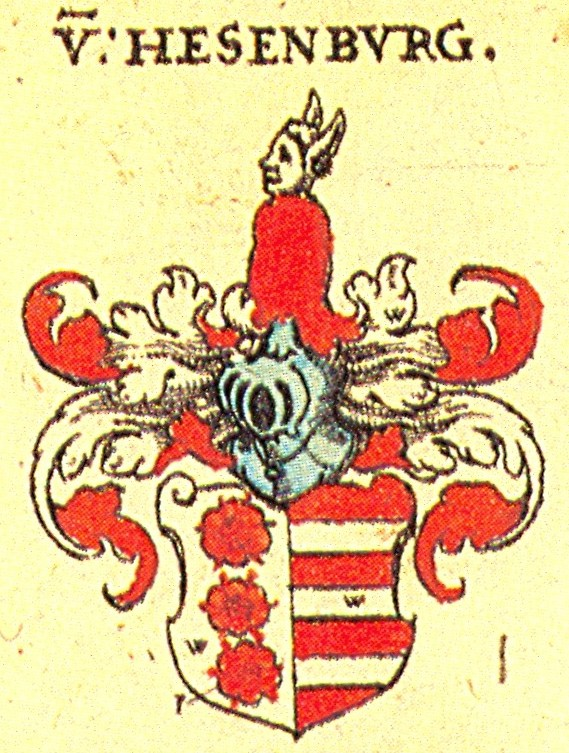
Wappen derer von Heßberg in Siebmachers Wappenbuch
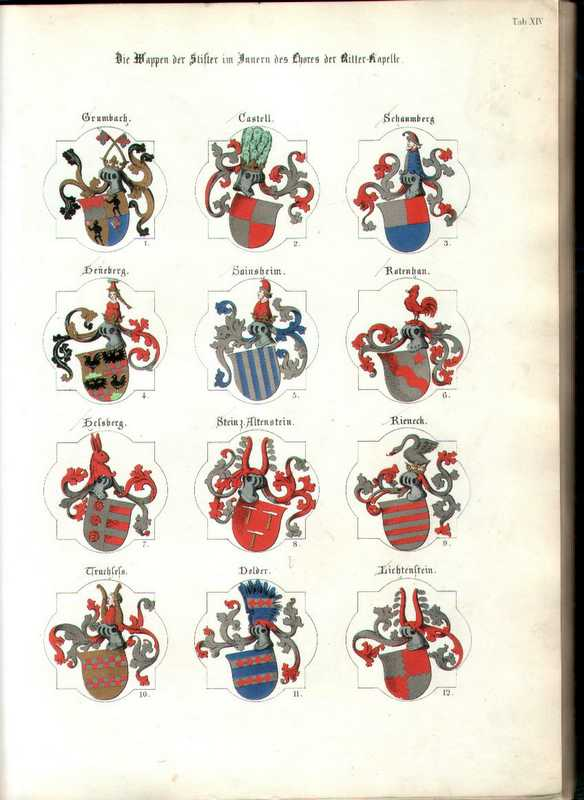
Wappen derer von Heßberg unter den Stifterwappen zur Ritterkapelle Haßfurt
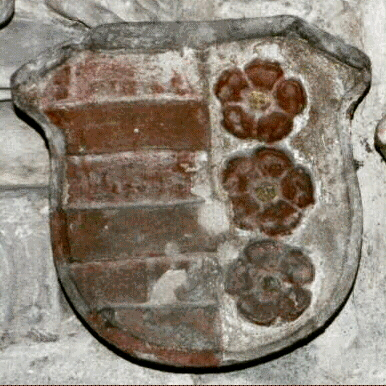
Bemaltes plastisches Wappen der Familie
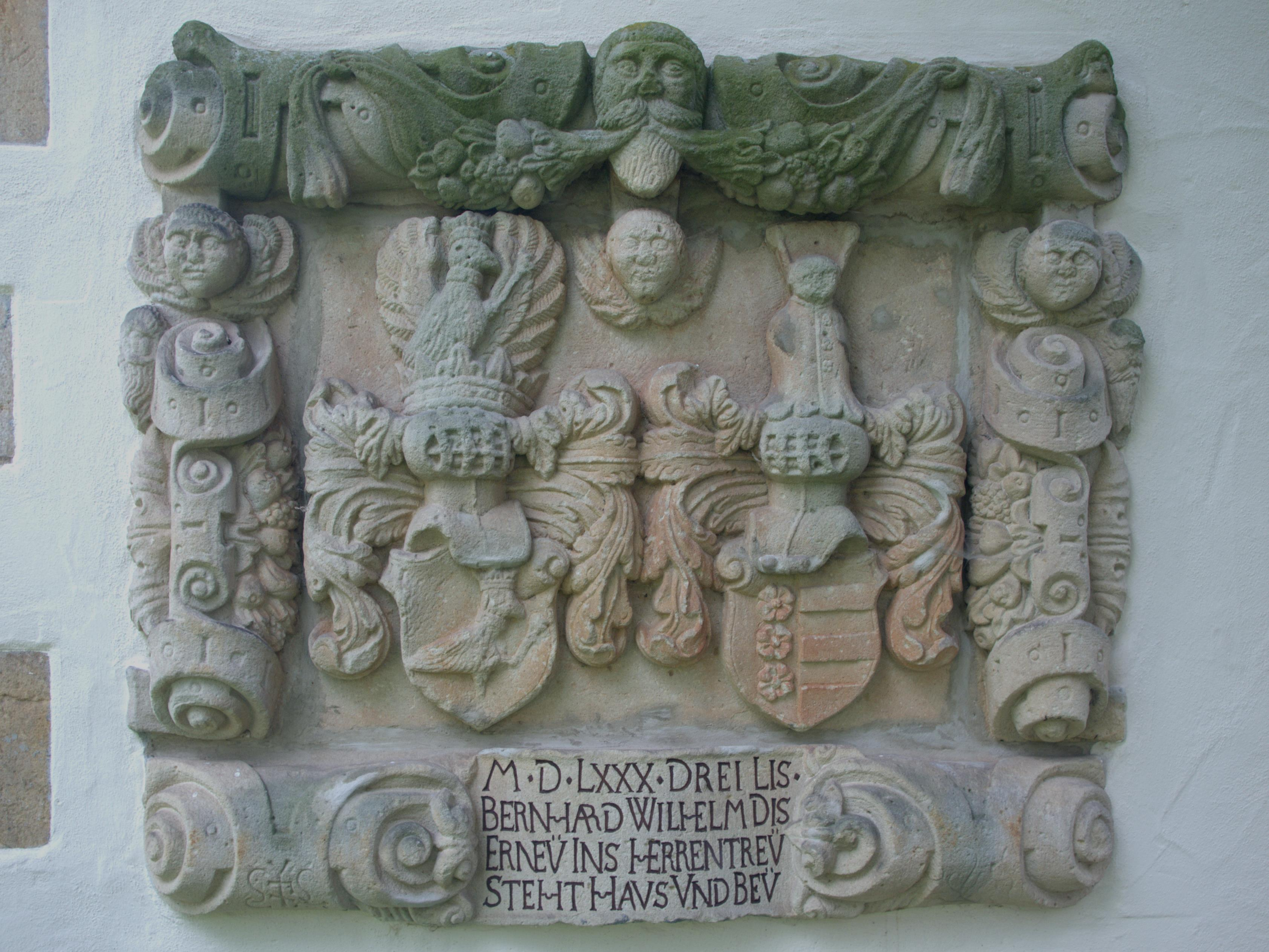
Allianzwappen im Stil der Weserrenaissance in Buchenau, rechts das Wappen derer von Heßberg
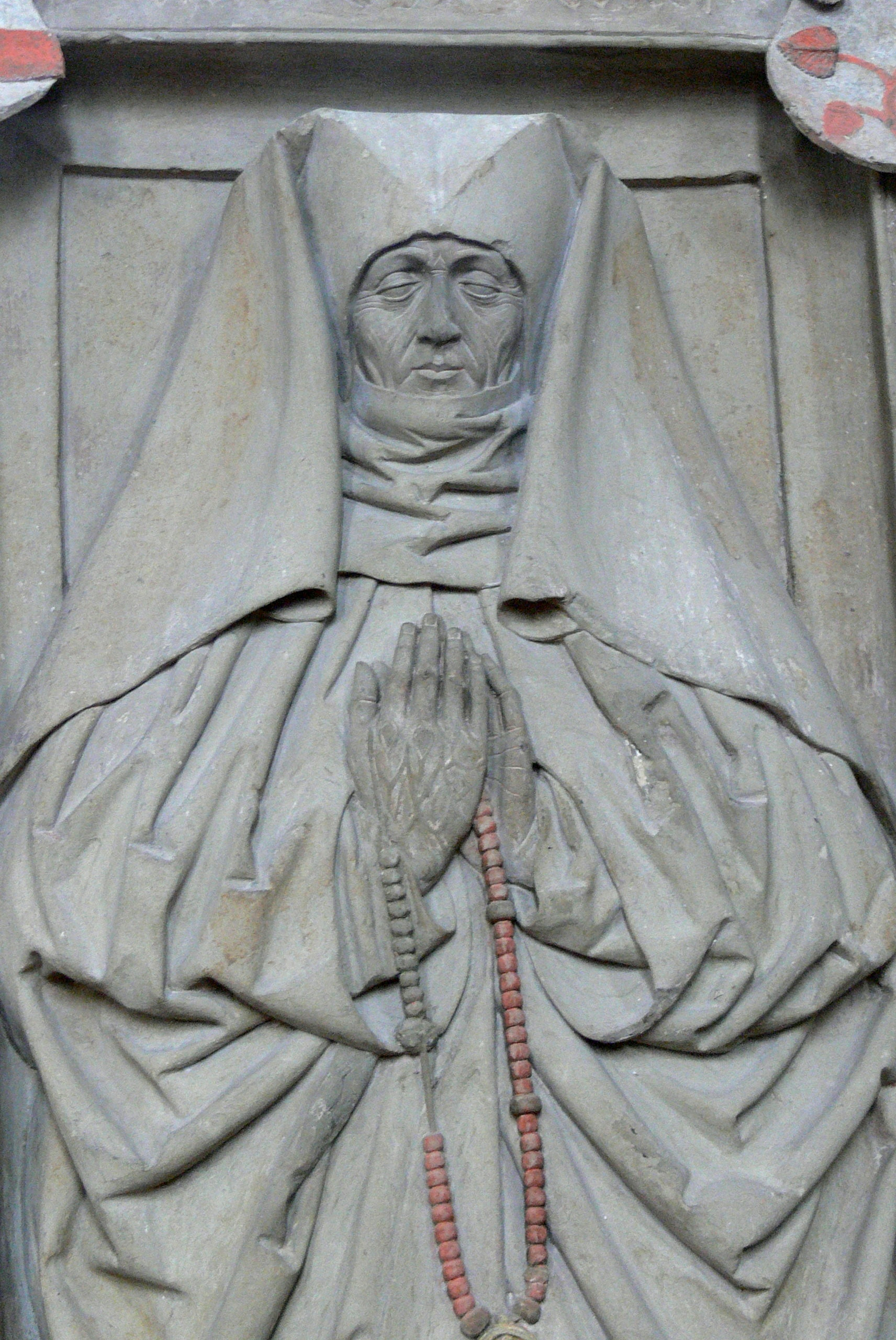
Epitaph der Brigitta von Schaumberg, geb. von Heßberg, in der Ritterkapelle Haßfurt

## Persönlichkeiten
- Albrecht III. von Heßberg, Gegenbischof (1372–1376) und Würzburger Domherr
- Ernst Ludwig von Heßberg (1738–1796), Gutsbesitzer und Hessen-Kasselischer Hauptmann
- Georg von Heßberg (1777–1852), Kriegsminister im Kurfürstentum Hessen
- Heinrich IV. (Caseus) von Heßberg, Bischof von Würzburg (1202–1207)
- Henner von Hesberg (* 1947), Archäologe
- Johann Philipp von Heßberg (1686–1762), Kirchenpatron und Orgelstifter in Bedheim
- Karl Christoph Wilhelm von Hessberg (1775–1813), Westphälischer Brigadegeneral
- Louis von Hesberg (1824–1909), preußischer General der Kavallerie
- Ludwig von Heßberg (1788–1872), preußischer Offizier, religiöser Eiferer